# 科伊曼斯
科伊曼斯（英語：Coeymans）是美国纽约州奥尔巴尼县的一个镇，位于奥尔巴尼南部，同时地处该县的东南部。2010年美国人口普查时，该镇有7418人。其名称来源于该地一位早期定居者的名字。